# Малюков, Григорий Фёдорович
Григорий Фёдорович Малюков (1 января 1898, хутор Калмычек, область Войска Донского, Российская империя — 30 июня 1977, Воронеж, РСФСР,  СССР) — советский военачальник, генерал-майор (16 мая 1944).

## Биография
Родился 1 января 1898 года на хуторе Калмычек (ныне несуществующий хутор располагавшаяся в границах современного Урюпинского района Волгоградской области) в окрестностях станицы  Михайловской. Русский.

### Военная служба

#### Первая мировая война
В августе 1916 года был призван на военную службу, направлен и зачислен рядовым в 1-й Хоперский казачий полк. В его составе воевал На Западном фронте в районе Барановичей.

#### Гражданская война
С ноября 1917 года в красногвардейском отряде Р. Ф. Сиверса воевал в боях против белогвардейских войск на Таганрогском направлении командиром взвода конной разведки. В июне 1918 года отряд влился в состав 23-й стрелковой дивизии, в составе которой сражался с войсками генералов Н. Н. Юденича и А. И. Деникина на Дону и Кубани. В этой дивизии занимал должности командира взвода в 1-м сводном кавалерийском полку, затем в 1-й особой кавалерийской бригаде. С мая 1920 года командовал взводом конной разведки в 1-м Екатеринодарском особом полку при штабе 9-й армии. С сентября того же года проходил службу командиром взвода в 4-м кавалерийском полку 5-й Кубанской кавалерийской дивизии. Участвовал с ним в боях против генерала М. А. Фостикова под Екатеринодаром (сентябрь-1920 г.), затем – генерала П. Н. Врангелем в Северной Таврии и в Крыму (октябрь – ноябрь 1920 г.). С конца 1920 года проходил службу в 41-м кавалерийском полку 7-й Самарской кавалерийской дивизии 3-го конного корпуса. Дивизия в это время входила в состав особой группы Н. Д. Каширина 6-й армии, затем ХВО (с марта 1921 г.) и КВО (с сентября 1921 г.). Западного фронта (с декабря 1921 г.). Участвовал в борьбе с вооруженными формированиями Н. И. Махно на Украине. За боевые отличия был награждён орденом орденом Красного Знамени.

#### Межвоенные годы
В январе 1922 года был направлен на повторные курсы при штабе 3-го конного корпуса Западного фронта в Могилёве. По их окончании вернулся в 41-й кавалерийский полк (в Минске), где исполнял
должности командира взвода, врид. командира эскадрона, командира взвода полковой школы. С 1927 года  в составе 37 (38)-го кавалерийского полка 7-й Самарской кавалерийской дивизии служил политруком эскадрона, начальником и политруком полковой школы, командиром эскадрона, помощником командира полка по хозяйственной части, помощником командира полка по строевой части, врид командира полка. Член ВКП(б) с 1928 года. В июле 1939 года назначен командиром 93-го кавалерийского полка 24-й кавалерийской дивизии БВО. В декабре 1938 года переведен в САВО помощником командира 19-й горно-кавалерийской дивизии (г. Самарканд).  С февраля 1940 года — командир 24-й кавалерийской дивизии ЗакВО.

#### Великая Отечественная война
С началом войны находился в прежней должности. С 25 августа 1941 года дивизия участвовала в походе в Иран. В ноябре 1941 года дивизия была переброшена под Москву, где в составе 30-й армии Западного фронта участвовала в Клинско-Солнечногорской оборонительной операции. 27 ноября 1941 года Военным трибуналом 30-й армии был осужден за халатное отношение к службе (ст.193-17 п."б" УК РСФСР), на 10 лет с отсрочкой исполнения приговора до окончания боевых действий.
В январе 1942 года назначен командиром 82-й кавалерийской дивизии, которая в составе 11-го кавалерийского корпуса Калининского фронта участвовала в рейде по тылам противника в направлении Вязьмы. За успешные боевые действия дивизии приказом Военного совета Калининского фронта от 27 февраля 1942 года судимость с Малюкова была снята, и он был награждён орденом Красного Знамени. До августа 1942 года продолжал командовать дивизией, после выхода из окружения в районе города Нелидово, в августе 1942 года назначен командиром 246-й стрелковой дивизии, которой командовал в боях на Зубцовском направлении, и освобождал город Зубцов.
В октябре 1942 года направлен на учёбу в Высшую военную академию им. К. Е. Ворошилова. По окончании ускоренного курса в мае 1943 года назначен командиром 32-й кавалерийской дивизии Южного фронта. С августа 1943 года командовал 216-й стрелковой дивизией, с которой участвовал в Мелитопольской, Никопольско-Криворожской операциях, освобождении Крыма, городов Севастополь и Симферополь.
3 ноября 1943 года за  освобождение города Мелитополь и форсирование залива Сиваш, был представлен к званию Герой Советского Союза, но  награждён орденом Кутузова II степени.
В мае 1944 года дивизия под его командованием была переброшена на 1-й Прибалтийский фронт, и участвовала в наступлении на Рижском направлении. С октября 1944 года в составе 2-го Белорусского фронта дивизия участвовала в Восточно-Прусской и Восточно-Померанской наступательных операциях.
За время войны был пять раз персонально упомянут в благодарственных в приказах Верховного Главнокомандующего.

#### Послевоенное время
После войны продолжал командовать 216-й стрелковой дивизией в составе КВО и Бакинского ВО. С января 1946 года находился в распоряжении Военного совета Бакинского ВО. С марта 1946 года — командир 75-й стрелковой дивизии.  Депутат Верховного Совета Нахичеванской АССР (1951 г.). С сентября 1952 года командир 6-й стрелковой дивизии.
В сентябре 1954 года уволен в запас в звании генерал-майора.
Умер 30 июня 1977 года, похоронен в Воронеже на Юго-Западном кладбище.

## Награды
- два ордена Ленина (02.01.1945[8], 21.02.1945[9][10])
- четыре ордена Красного Знамени (1920[11],  05.05.1942[12],  03.11.1944[10][13], 06.11.1947[10])
- орден Суворова II степени (16.05.1944)[11]
- орден Кутузова II степени (19.03.1944)[14]
- орден Александра Невского (01.03.1945)[15]
- орден Красной Звезды (28.10.1967)[16]
  - медали в том числе:
  - «XX лет Рабоче-Крестьянской Красной Армии» (1938)[11]
  - «За оборону Москвы» (22.09.1944)[17]
  - «За оборону Кавказа» (1944)
  - «За победу над Германией в Великой Отечественной войне 1941—1945 гг.» (1945)
  - «За взятие Кенигсберга» (1945)
  - «Ветеран Вооружённых Сил СССР» (1976)

Приказы (благодарности) Верховного Главнокомандующего в которых отмечен Г. Ф. Малюков.
- За прорыв сильно укреплённой обороны противника на Перекопском перешейке, захват города Армянск, форсирование Сиваша восточнее города Армянска и овладение важнейшим железнодорожным узлом Крыма — Джанкоем. 11 апреля 1944 года. № 104.
- За овладение штурмом городами Вормдитт и Мельзак — важными узлами коммуникаций и сильными опорными пунктами обороны немцев. 17 февраля 1945 года. № 282.
- За овладение городом Хайлигенбайль — последним опорным пунктом обороны немцев на побережье залива Фриш-Гаф, юго-западнее Кёнигсберга. 25 марта 1945 года. № 309.
- За завершение ликвидации окруженной восточно-прусской группы немецких войск юго-западнее Кёнигсберга. 29 марта 1945 года. № 317.
- За завершение разгрома кёнигсбергской группы немецких войск и овладение штурмом крепостью и главным городом Восточной Пруссии Кёнигсберг — стратегически важным узлом обороны немцев на Балтийском море. 9 апреля 1945 года. № 333.